# Tursko Małe
Tursko Małe – wieś w Polsce położona w województwie świętokrzyskim, w powiecie staszowskim, w gminie Połaniec.
W latach 1975–1998 miejscowość administracyjnie należała do województwa tarnobrzeskiego.
W latach 1867–1954 w granicach administracyjnych gminy Tursko (natenczas dzieliła się na: wioskę, osadę szkatułową i folwark); a w granicach obecnej gminy Połaniec dopiero od 1 stycznia 1973 roku po reaktywacji gmin w miejsce gromad.

## Historia
Wieś Tursko była widownią jednej z ważniejszych walk z Tatarami, a mianowicie w 1241 roku, po zajęciu i zniszczeniu Sandomierza dnia 13 lutego, zwrócili się Tatarzy ku południowi, z zamiarem zajęcia grodu w Połańcu. W tym celu rozłożyli się obozem pod Turskiem. Hufiec małopolski, pod wodzą Włodzimierza wojewody krakowskiego, napadł niespodzianie na obóz tatarski i sprawił wielki zamęt. Korzystając z tego liczni jeńcy porozbiegali się, szukając schronienia w przyległych lasach puszczy strzegomskiej. Tatarzy widząc szczupłe siły atakujących, nabrali otuchy i utrzymali się na swoich stanowiskach, dzięki niekarności rycerstwa polskiego, którego część zajęła się zabieraniem łapów z taboru tatarskiego. Mężną śmiercią zginął między innemi Michał Przedwojowicz. Opowiadanie Długosza o bitwie pod Turskiem opiera się w części na relacyi katalogu biskupów krakowskich, w części na nieznanych źródłach. Tu mamy dylemat historyczny, kiedy dokładnie dokonał się podział na Tursko większe i mniejsze. Bowiem król Kazimierz pozwala Bokszy (Boxae) z Janowic i bratu Janowi przenieść wieś Tursko Małe na prawo niemieckie. „Bogssa” ten był świadkiem sprzedaży części wsi Zdanowa w roku 1362. Tenże Boksza podpisał się na akcie z roku 1371 i z roku 1381. Ponadto w Spisie Beneficjów... w tomie II Tursko mniejsze wchodzi w skład ówczesnej parafii Połaniec jako samodzielna wioska. A obie wsie (tj. odpowiednio Tursko: minor i major, czyli mniejsze i większe) są starożytnemi osadami, położonemi przy starym trakcie handlowym i brodzie przez Wisłę, pomiędzy dwoma grodziskami pogranicznemi (w Osieku i Połańcu).
Wieś wymieniana w Słowniku geograficznym Królestwa Polskiego i innych krajów słowiańskich w dwóch tomach, pod koniec XIX wieku i na początku XX wieku.

TURSKO MAŁE, wieś i folwark nad rzeką Wisłą, z lewego brzegu, o 2 wiorsty na zachód-południowy od Turska Wielkiego, należy do parafii Połaniec (o 4 wiorsty na zachód), ma 57 domów, 542 mieszkańców. W roku 1827 było (tu) 58 domów, 398 mieszkańców. Brzegi Wisty są obwałowane dla ochrony niziny nadbrzeżnej od wylewów. Obie wsi (tj. Trusko: minor i major, czyli Tursko: mniejsze i większe) są starożytnemi osadami, położonemi przy starym trakcie handlowym i brodzie przez Wisłę, pomiędzy dwoma grodziskami pogranicznemi (w Osieku i Połańcu).
(...) Tursko Małe, w parafii Połaniec, własność Noska i Spytka herbu Janina, miało 9 łanów kmiecych, 2 folwarki rycerskie, z których dziesięcinę, wartości 2 grzywien, płacono plebanowi w Połańcu (Długosz, L. B., II, 324, 325, 450).
(...) Tursko Małe w roku 1508 wraz z innemi płaciło gr. 22 (poboru). Część Turska należąca do Jana Turskiego płaciła 1 grzywnę (i). 1½ gr. W roku 1578 wieś Tursko (Małe) w parafii Połaniec, własność kasztelana radomskiego Stanisława Tarnowskiego, miało 14 osadników, 3 łany, 8 zagrodników z rolą, 4 zagrodników (bez roli), 5 komorników, 2 rzemieślników (Pawiński, Małp., 169, 458, 459).

Bronisław Chlebowski, Słownik geograficzny Królestwa Polskiego..., t. XII.

Tursko Małe w 1867 roku wchodziło w skład gminy Tursko, z urzędem gminy w Strużkach. Sądem okręgowym dla gminy był IV Sąd Okręgowy w Staszowie (tam też była stacya pocztowa). Gmina miała 8 781 mórg rozległości ogółem (w tym 5 083 mórg włościańskich) i 4 613 mieszkańców (w tym 1,4 proc. pochodzenia żydowskiego, tj. 63 żydów). W skład gminy wchodziły jeszcze: Antoszówka, Dąbrowa, Luszyca, Matyaszów, Nakol, Niekrasów, Niekurza, Okrągła, Ossala, Pióry, Rudniki, Szwagrów, Strużki, Sworoń, Trzcianka, Tursko Wielkie, Tursko Wola, Zaduska Kępa i Zawada.
W 1895 roku ówczesna parafia Połaniec należała do ówczesnego dekanatu sandomierskiego i liczyła wówczas 5 514 dusz.

Tursko Małe wieś nad rz. Wisłą, gm. Tursko Wlk. – dm. 61, mk. 386, w tem 6 wyzn. mojż.
Posiada 1-kl. Szkołę Powsz. Jest to starożytna osada. W pobliżu był bród przez Wisłę. W połowie XV w. własność Noska i Spytka h. Janina, zaś w połowie XVI wieku Jana Turskiego. Był tu zamek z kaplicą, z którego nic nie pozostało jedynie figura św. Michała przed kościołem w Niekrasowie (ob).
We wsi znajduje się oryginalna kapliczka drewniana.

Tursko Małe folw. gm. Tursko Wlk. – dm. 4. mk.126, w tem 9 wyzn. mojż.
Należy do dóbr ks. Radziwiłła.

Wacław Skarbimir Laskowski, Słownik krajoznawczy miejscowości powiatu sandomierskiego.

## Demografia
Współczesna struktura demograficzna wioski Tursko Małe na podstawie danych z lat 1995-2009 według roczników GUS, z prezentacją danych z 2002 roku:

| WYSZCZEGÓLNIENIE | WYSZCZEGÓLNIENIE | WYSZCZEGÓLNIENIE | WYSZCZEGÓLNIENIE | WYSZCZEGÓLNIENIE | J. m.       | POPULACJA MIESZKAŃCÓW (w przedziałach wiekowych w 2002 roku) | POPULACJA MIESZKAŃCÓW (w przedziałach wiekowych w 2002 roku) | POPULACJA MIESZKAŃCÓW (w przedziałach wiekowych w 2002 roku) | POPULACJA MIESZKAŃCÓW (w przedziałach wiekowych w 2002 roku) | POPULACJA MIESZKAŃCÓW (w przedziałach wiekowych w 2002 roku) | POPULACJA MIESZKAŃCÓW (w przedziałach wiekowych w 2002 roku) | POPULACJA MIESZKAŃCÓW (w przedziałach wiekowych w 2002 roku) | POPULACJA MIESZKAŃCÓW (w przedziałach wiekowych w 2002 roku) | POPULACJA MIESZKAŃCÓW (w przedziałach wiekowych w 2002 roku) | POPULACJA MIESZKAŃCÓW (w przedziałach wiekowych w 2002 roku) |
| WYSZCZEGÓLNIENIE | WYSZCZEGÓLNIENIE | WYSZCZEGÓLNIENIE | WYSZCZEGÓLNIENIE | WYSZCZEGÓLNIENIE | J. m.       | OGÓŁEM                                                       | 0-9                                                          | 10-19                                                        | 20-29                                                        | 30-39                                                        | 40-49                                                        | 50-59                                                        | 60-69                                                        | 70-79                                                        | 80+                                                          |
| ---------------- | ---------------- | ---------------- | ---------------- | ---------------- | ----------- | ------------------------------------------------------------ | ------------------------------------------------------------ | ------------------------------------------------------------ | ------------------------------------------------------------ | ------------------------------------------------------------ | ------------------------------------------------------------ | ------------------------------------------------------------ | ------------------------------------------------------------ | ------------------------------------------------------------ | ------------------------------------------------------------ |
| I.               | OGÓŁEM           | OGÓŁEM           | OGÓŁEM           | OGÓŁEM           | os.         | 205                                                          | 23                                                           | 42                                                           | 30                                                           | 15                                                           | 38                                                           | 15                                                           | 12                                                           | 25                                                           | 5                                                            |
| I.               | –                | odsetek          | odsetek          | odsetek          | %           | 100                                                          | 11,2                                                         | 20,5                                                         | 14,6                                                         | 7,3                                                          | 18,5                                                         | 7,3                                                          | 5,9                                                          | 12,2                                                         | 2,5                                                          |
| I.               | 1.               | WEDŁUG PŁCI      | WEDŁUG PŁCI      | WEDŁUG PŁCI      | WEDŁUG PŁCI | WEDŁUG PŁCI                                                  | WEDŁUG PŁCI                                                  | WEDŁUG PŁCI                                                  | WEDŁUG PŁCI                                                  | WEDŁUG PŁCI                                                  | WEDŁUG PŁCI                                                  | WEDŁUG PŁCI                                                  | WEDŁUG PŁCI                                                  | WEDŁUG PŁCI                                                  | WEDŁUG PŁCI                                                  |
| I.               | 1.               | A.               | Mężczyzn         | Mężczyzn         | os.         | 100                                                          | 10                                                           | 22                                                           | 13                                                           | 6                                                            | 21                                                           | 9                                                            | 5                                                            | 13                                                           | 1                                                            |
| I.               | 1.               | A.               | –                | odsetek          | %           | 48,8                                                         | 4,9                                                          | 10,7                                                         | 6,3                                                          | 2,9                                                          | 10,2                                                         | 4,4                                                          | 2,6                                                          | 6,3                                                          | 0,5                                                          |
| I.               | 1.               | B.               | Kobiet           | Kobiet           | os.         | 105                                                          | 13                                                           | 20                                                           | 17                                                           | 9                                                            | 17                                                           | 6                                                            | 7                                                            | 12                                                           | 4                                                            |
| I.               | 1.               | B.               | –                | odsetek          | %           | 51,2                                                         | 6,3                                                          | 9,8                                                          | 8,3                                                          | 4,4                                                          | 8,3                                                          | 2,9                                                          | 3,3                                                          | 5,9                                                          | 2                                                            |

Rysunek 1.1 Piramida populacji – struktura płci i wieku wioski
| I. | OGÓŁEM | OGÓŁEM  | OGÓŁEM            | OGÓŁEM            | OGÓŁEM            | os.     | 205     | 100     | 105     |         |         |         |         |         |         |         |         |         |         |         |
| I. | –      | odsetek | odsetek           | odsetek           | odsetek           | %       | 100     | 48,8    | 51,2    |         |         |         |         |         |         |         |         |         |         |         |
| I. | 1.     | W WIEKU | W WIEKU           | W WIEKU           | W WIEKU           | W WIEKU | W WIEKU | W WIEKU | W WIEKU | W WIEKU | W WIEKU | W WIEKU | W WIEKU | W WIEKU | W WIEKU | W WIEKU | W WIEKU | W WIEKU | W WIEKU | W WIEKU |
| I. | 1.     | A.      | Przedprodukcyjnym | Przedprodukcyjnym | Przedprodukcyjnym | os.     | 54      | 26      | 28      |         |         |         |         |         |         |         |         |         |         |         |
| I. | 1.     | A.      | –                 | odsetek           | odsetek           | %       | 26,4    | 12,7    | 13,7    |         |         |         |         |         |         |         |         |         |         |         |
| I. | 1.     | B.      | Produkcyjnym      | Produkcyjnym      | Produkcyjnym      | os.     | 111     | 57      | 54      |         |         |         |         |         |         |         |         |         |         |         |
| I. | 1.     | B.      | –                 | odsetek           | odsetek           | %       | 54,1    | 27,8    | 26,3    |         |         |         |         |         |         |         |         |         |         |         |
| I. | 1.     | B.      | a.                | mobilnym          | mobilnym          | os.     | 77      | 37      | 40      |         |         |         |         |         |         |         |         |         |         |         |
| I. | 1.     | B.      | a.                | –                 | odsetek           | %       | 37,5    | 18      | 19,5    |         |         |         |         |         |         |         |         |         |         |         |
| I. | 1.     | B.      | b.                | niemobilnym       | niemobilnym       | os.     | 34      | 20      | 14      |         |         |         |         |         |         |         |         |         |         |         |
| I. | 1.     | B.      | b.                | –                 | odsetek           | %       | 16,6    | 9,8     | 6,8     |         |         |         |         |         |         |         |         |         |         |         |
| I. | 1.     | C.      | Poprodukcyjnym    | Poprodukcyjnym    | Poprodukcyjnym    | os.     | 40      | 17      | 23      |         |         |         |         |         |         |         |         |         |         |         |
| I. | 1.     | C.      | –                 | odsetek           | odsetek           | %       | 19,5    | 8,3     | 11,2    |         |         |         |         |         |         |         |         |         |         |         |

## Dawne części wsi – obiekty fizjograficzne
W latach 70. XX wieku przyporządkowano i opracowano spis lokalnych części integralnych dla Turska Małego zawarty w tabeli 1.
| Nazwa wsi – miasta        | Nazwy części wsi – miasta         | Nazwy obiektów fizjograficznych – charakter obiektu |
| ------------------------- | --------------------------------- | --- |
| I. Gromada TURSKO WIELKIE |                                   | |
| 1. Tursko Małe            | 1. Kolonia 2. Ogrody 3. Rugałówka | 1. Góry – pole 2. Karczmarówka – pole 3. Kolonia – pole, łąka 4. Kopaliny – pole, las 5. Ogrody – pole 6. Państwowe – pole, łąka 7. Pasterniki – łąki 8. Rugałówka – pole 9. Tarło – pole, pastwisko 10. Turski Las – las 11. Tursko Małe – gaj 12. Zamczysko – las 13. Zwierzyniec – łąka 14. Żabno – pole, łąka, bagno |